# Callitrichia marakweti
Callitrichia marakweti là một loài nhện trong họ Linyphiidae.
Loài này thuộc chi Callitrichia. Callitrichia marakweti được Jean-Louis Fage miêu tả năm 1936.